# Потин (напиток)
Поти́н (иногда потинь, ирл. Poitín, ирландское произношение: [ˈpˠɛtʲiːnʲ], англ. Рoteen или Рotcheen) — ирландский национальный крепкий алкогольный напиток крепостью 40—90 %, получаемый перегоном в кубе браги, приготовляемой из ячменя, картофеля, патоки, свёклы и других ингредиентов. Потин является ирландской разновидностью самогона, который до недавнего времени производился нелегально в кустарных условиях.

## Правовой статус

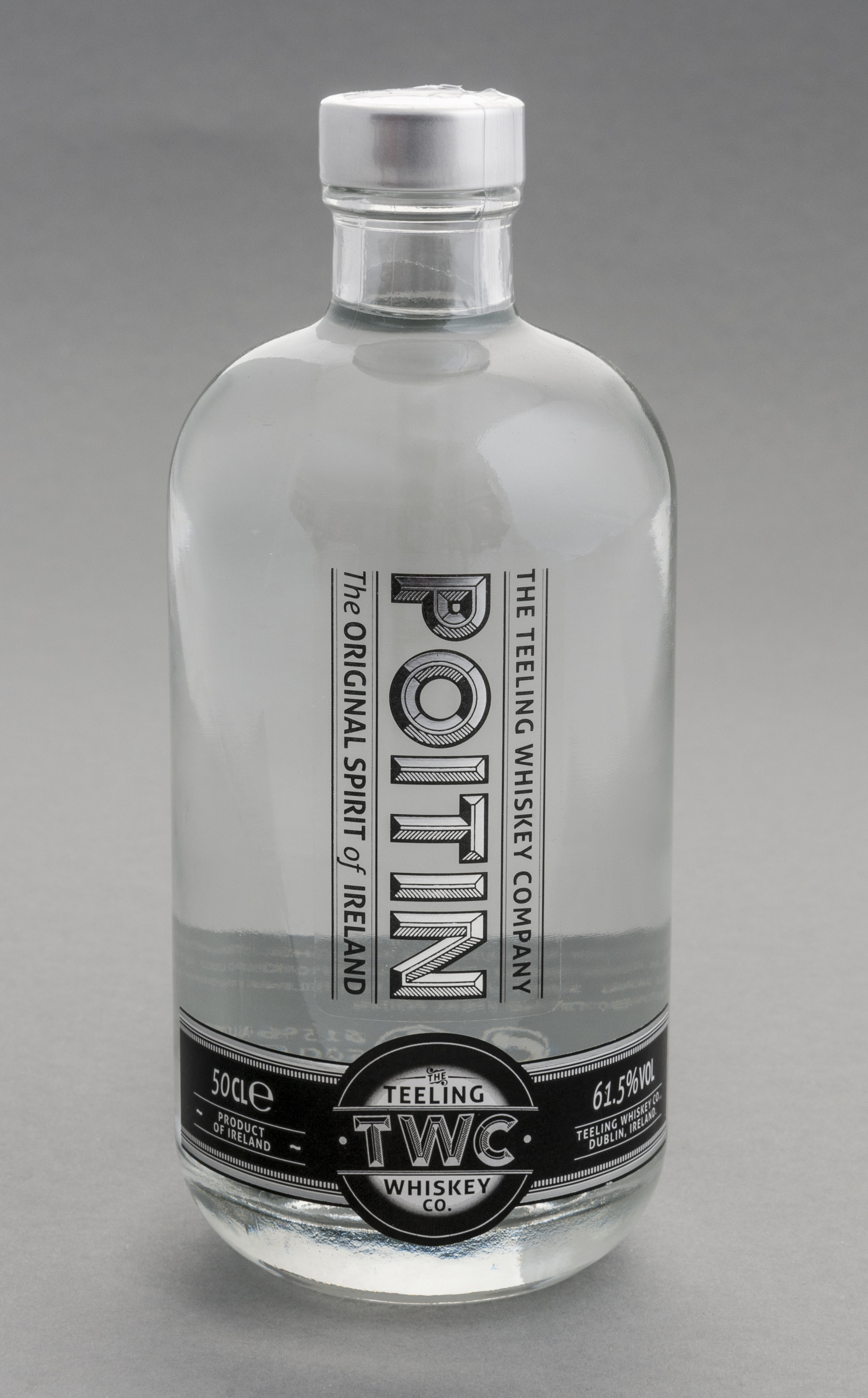
Потин

В период с 1661 по 1989 годы производство и продажа потина на территории Ирландии были запрещены, а в Северной Ирландии запрет сохраняется до сих пор. С 1989 года потин стали легально производить в Ирландии, но только для продажи на экспорт. С 1997 года продажи потина разрешили и в Ирландской республике. Сейчас существует несколько легально выпускаемых марок потина, называемые «poitín», «poteen» или «potcheen». В 2008 году потин получил статус напитка, контролируемого по географическому происхождению.

## История
Название poitín происходит от ирландского слова «pota» (небольшой медный куб), потому что гонится он обычно в домашних условиях. В основе рецептуры лежит ячмень и иногда картофель. Потин гнали в отдаленных районах и в ненастную погоду, чтобы ветер разгонял дым, который мог привлечь внимание стражей порядка. С появлением газовых горелок потин стало возможным производить в любую погоду.